# Bitka pri reki Boyne
Bitka pri reki Boyne (1. julija  (julijanski koledar) / 11. julij 1690 (gregorijanski koledar); angleško Battle of the Boyne, irsko Cath na Bóinne) je ključni dogodek irske in severnoirske zgodovine. Ob reki Boyne blizu kraja Rosnaree je kralj Viljem III. premagal kralja Anglije Jakoba II. iz rodbine Stuart in ponovno prevzel otok Irsko.

## Ozadje
Po slavni revoluciji je Viljem III. Oranski leta 1688 zasedel angleški prestol, odstavil katoliškega kralja Jakoba II. in ga prisilil v izgnanstvo. Izgnani kralj je poskusil s francosko in irsko pomočjo ponovno prevzeti angleški prestol. Januarja 1689 je bil  sklican parlament in prestol je uradno prevzel Viljem Oranski z Marijo II., kar še niso bili temelji ustavne monarhije v Angliji. To je temeljilo predvsem na koncesijah, ki niso bile pridobljene leta 1689, temveč v naslednjih dvanajstih letih. Z aktom o strpnosti je bilo urejeno vprašanje veroizpovedi. Končno je priznal, da imajo disidenti nekatere pravice in svoboščine pri izražanju svoje vere, a so vezani na čaščenje in zakon nadvlade, ki ga je 3. novembra 1534 sprejel angleški parlament, zaradi česar je bil kralj Henrik VIII. vodja angleške cerkve. Katoličani, Judje in antitrinitarci so bili izključeni iz sheme. Medtem ko je bil Viljemov prevzem prestola v Angliji večinoma dobro sprejet, so se v Škotskem višavju uprli Jakobovi privrženci. Še težavnejše stanje je bilo na Irskem, ko je Jakob 12. marca 1689 pristal s pretežno nizozemsko-francosko vojsko pri Kinsaleyju. Katoliško prebivalstvo ga je podpiralo, odpravil se je proti Dublinu in nato do mesta Londonderry, protestantski trdnjavi, ki jo je neuspešno oblegal.

## Bitka
Viljem je pristal v Carrickfergusu v Ulstru 14. junija 1690 in se usmeril na jug, da bi zavzel Dublin. Slišal je, da se je "vredno boriti za mesto". Jakob se je odločil, da bo svojo obrambno linijo postavil na reko Boyne, približno 48 km od Dublina. Viljem je 29. junija dosegel Boyne. Dan pred bitko se je Viljem sam umaknil, ko je Jakobovo topništvo zadelo njegovo  ramo, medtem ko je pregledoval, kje naj bi njegova vojska prečkala Boyne.
Sama bitka je bila 1. julija (po julijanskem koledarju) ali 11. julija (po gregorijanskem koledarju) za nadzor prehoda čez reko Boyne v bližini kraja Drogheda, približno 2,5 km severozahodno od zaselka Oldbridge (in približno 1,5 km zahodno−severozahodno od sodobnega mostu na reki Boyne). Viljem je približno četrtino svojih moških poslal čez reko v Roughgrange, približno 4 km zahodno od Donorja in približno 9,7 km jugozahodno od Oldbridgea. To prečkanje je vodil sin aschomberskega vojvode Meinhardt, ki so mu irski dragonci v uporu pod Neilom O'Neillom neuspešno nasprotovali. Jakob, neizkušeni general, je menil, da bi lahko obtičal in poslal polovico svojih vojakov skupaj z večino artilerije, da bi to preprečili. Nobena stran pa ni opazila, da je bila v Roughgrangeu globoka, močvirna grapa. Zaradi nje nasprotne sile niso mogle sodelovati v spopadu. Viljemove sile so se odločile za dolg obvozen pohod in so pozneje čez dan odrezale umik Jakobove vojske v vasi Naul. 
Pri glavnem prehodu čez reko blizu Oldbridgea je Viljemova pehota pod vodstvom elitne nizozemske Modre garde izsilila svojo pot čez reko z uporabo vrhunske ognjene moči, da bi počasi umaknila vojake pred sovražnikom, vendar so jih ustavili, ko je Jakobova konjenica končno napadla. Po zaščiti vasi Oldbridge so nekateri Viljemovi pripadniki poskušali zadržati zaporedne konjeniške napade z discipliniranim odbijalnim ognjem, vendar so jih razpršili in preusmerili v reko, razen Modre garde. V tej bitki sta bila ubita Viljemova poveljnika schomberški vojvoda in George Walker. Dokler njihovim konjenikom ni uspelo prečkati reke in zadržati Jakobove konjenice, niso mogli napredovati.
Jakobova vojska se je umaknila v dobrem stanju. Viljem je imel priložnost, da jih ujame, ko so se umikali čez reko Nanny pri Duleeku, vendar so bili njegovi vojaki zadržani zaradi uspešne zadnje akcije. Nizozemski tajnik kralja Viljema Constantijn Huygens mlajši je dobro opisal (v nizozemščini) bitko in njene posledice skupaj z nekaterimi krutostmi, ki so jih zagrešili zmagovalni vojaki. 
Številke žrtev bitke so bile za boj v takem obsegu zelo nizke, od približno 50.000 udeležencev je bilo približno 2000 mrtvih. Tri četrtine mrtvih je bilo Jakobovih. Viljemova vojska je bila precej bolj ranjena. Običajno je bila večina žrtev bitk namenjena zasledovanju že premaganega sovražnika; to se ni zgodilo pri reki Boyne, saj je Jakobova konjenica ščitila umik preostale vojske, poleg tega pa je bil Viljem zaskrbljen, da ne bi ogrozil Jakoba, ker je bil oče njegove žene Marije. Jakobovi privrženci so bili močno demoralizirani zaradi umika in izgube bitke. Mnogi irski vojaki so dezertirali. Viljemovi pripadniki so tri dni po bitki prišli v Dublin. Jakobova vojska je zapustila mesto in odšla v Limerick, za reko Shannon, kjer so ga neuspešno oblegali.
Kmalu po bitki je Viljem izdal Finglaško deklaracijo, s katero je pomilostil navadne Jakobove vojake, ne pa njihovih voditeljev. Po porazu Jakob ni ostal v Dublinu, z majhnim spremstvom je odšel v Duncanon in se vrnil v izgnanstvo v Francijo, čeprav je njegova vojska zapustila bitko sorazmerno neokrnjena. Jakobova izguba živcev in hiter umik z bojnega polja sta razjezila njegove irske podpornike, ki so se borili do podpisa pogodbe v Limericku leta 1691; v irščini je bil znan vzdevek Seamus a' chaca (Jakobovo sranje).
Po ustnem izročilu ni bilo nikakršne bitke, simbolična zmaga je pokazala prehod reke Boyne, smrtne žrtve pa so bile posledica Viljemove konjenice, ki je napadla lokalne sposobne moške.

## Posledice
Jakob II. se je moral končno sprijazniti s svojim francoskim izgnanstvom. Poraženci so zapustili Dublin in se umaknili v Limerick, kjer so se zabarikadirali za reko Shannon. Viljemov general de Ginkell je med 20. in 30. junijem 1691 uspešno oblegal Athlone in korakal nad Limerick, zadnjo trdnjavo poražencev pod vojaškim poveljnikom markizom St. Ruthom in ga napadel 12. julija v bitki za Aughrim. S pogodbo iz Limericka 3. oktobra 1691 je bila osvojitev Irske končana.
Zmago pri reki Boyne 12. julija praznujejo protestantska združenja na Severnem Irskem s parado, med katero še danes nastajajo nemiri med protestantskimi in katoliškimi skupinami, tudi po sklenitvi mirovne pogodbe iz leta 1998. Na predvečer praznika, 11. julija v Belfastu (Bonfire Night) prižgejo več sto kresov. V ta namen kopičijo stožčaste stolpe iz lesenih palet, v katerih so včasih v nasprotju s pritožbami in prepovedmi plasti avtomobilskih gum, ki ob gorenju povzročajo posebno težek in kadeč dim. 
Naslednji upori Jakobovih privržencev kmalu za tem, ki so želeli Jakobovemu sinu Jakobu Stuartu in končno njegovemu sinu Karlu (Bonnie Prince Charlie) kot prestolonasledniku zagotoviti pogajanja, so do leta 1746 ostali grožnja za Viljemove naslednike.